# سیارک ۱۳۸۵۹
سیارک ۱۳۸۵۹ (به انگلیسی: 13859 Fredtreasure، نامگذاری:1999XQ136) سیزده هزار و هشتصد و پنجاه و نهمین سیارک کشف شده‌است که در ۱۳ دسامبر ۱۹۹۹ کشف شد.
قدر مطلق سیارک برابر ۱۲٫۰۰ است.